# Pop Smoke
Bashar Barakah Jackson (znany pod pseudonimem jako Pop Smoke, ur. 20 lipca 1999 w Nowym Jorku, zm. 19 lutego 2020 w Los Angeles) – amerykański raper, piosenkarz i autor tekstów.

## Życiorys
Jego matka pochodziła z Jamajki, a ojciec z Panamy. Pierwszy singiel, zatytułowany „MPR”, opublikował na początku 2019 roku. Następnie opublikował „Flexing” i „Welcome to the Party”. Ostatni z tych utworów znalazł się na debiutanckim mixtapie artysty, Meet the Woo, którego producentem był 808Melo. Album ten zajął 105. miejsce na liście Billboard 200.
W lutym 2020 roku Pop Smoke wydał mixtape Meet the Woo 2. Album ten osiągnął 7. miejsce na liście Billboard 200.
18 lutego 2020 Pop Smoke organizował przyjęcie w wynajmowanym domu w Hollywood w Los Angeles. Rankiem 19 lutego doszło do włamania do domu, w którym przebywał. Został postrzelony, wskutek czego zmarł. Pięciu sprawców, związanych z włamaniem i zabiciem rapera, zostało zatrzymanych 10 lipca.
Raper wystąpił w filmie pt. "Boogie"  odgrywając rolę Monk'a (pl. Mnicha), czyli do pewnego czasu niepokonanego zawodnika ulicznej koszykówki.

## Dyskografia

### Albumy studyjne
| Rok  | Album | Pozycja na liście | Certyfikat                                                                                                   |
| Rok  | Album | USA               | Certyfikat                                                                                                   |
| ---- | --- | ----------------- | --- |
| 2020 | Shoot for the Stars, Aim for the Moon - Data wydania: 3 lipca 2020 - Wytwórnia: Victor, Republic - Format: CD, LP, streaming | 1                 | - BPI: złota płyta - GLF: złota płyta - IFPI DEN: platynowa płyta - RMNZ: złota płyta - POL: platynowa płyta |
| 2021 | Faith - Data wydania: 16 lipca 2021 - Wytwórnia: Victor, Republic - Format: CD, LP, streaming                                | 1                 | |

### Mixtape’y
| Rok  | Album                                                                                                  | Pozycja na liście | Certyfikat                             |
| Rok  | Album                                                                                                  | USA               | Certyfikat                             |
| ---- | --- | ----------------- | -------------------------------------- |
| 2019 | Meet the Woo - Data wydania: 26 lipca 2019 - Wytwórnia: Victor, Republic - Format: CD, streaming       | 105               | - POL: złota płyta                     |
| 2020 | Meet the Woo 2 - Data wydania: 7 lutego 2020 - Wytwórnia: Victor, Republic - Format: CD, LP, streaming | 7                 | - RIAA: złota płyta - POL: złota płyta |